# Tour de Bretagne 2013
La 47e édition du Tour de Bretagne a lieu du 25 avril au 1er mai 2013. La course fait partie du calendrier UCI Europe Tour 2013 en catégorie 2.2.

## Présentation
Cette 47e édition du Tour de Bretagne se déroule du 25 avril au 1er mai 2013. Les 4 premières étapes sont plutôt propices aux routiers sprinteurs et baroudeurs avant une fin d'épreuve un peu plus vallonnée en centre Bretagne. 

### Équipes
Classé en catégorie 2.2 de l'UCI Europe Tour, le Tour de Bretagne est par conséquent ouvert aux équipes continentales professionnelles belges, aux équipes continentales, à des équipes nationales et à des équipes régionales ou de clubs. Les UCI ProTeams (première division) ne peuvent pas participer.
Dix équipes françaises
| Nom de l'équipe              | Pays   | Code | Catégorie                           |
| ---------------------------- | ------ | ---- | ----------------------------------- |
| Bretagne-Séché Environnement | France | BSE  | Équipe continentale professionnelle |
| Sojasun                      | France | SOJ  | Équipe continentale professionnelle |
| BIC 2000                     | France |      | Division nationale 1                |
| CC Nogent-sur-Oise           | France |      | Division nationale 1                |
| CC Étupes                    | France |      | Division nationale 1                |
| Entente Sud Gascogne         | France |      | Division nationale 1                |
| Armée de Terre               | France |      | Division nationale 1                |
| UC Nantes Atlantique         | France |      | Division nationale 1                |
| Vendée U                     | France |      | Division nationale 1                |
| Sélection de Bretagne        | France |      |                                     |

Quatorze équipes étrangères
| Nom de l'équipe               | Pays        | Code | Catégorie           |
| ----------------------------- | ----------- | ---- | ------------------- |
| ASC Dukla Praha               | Tchéquie    | ASP  | Équipe continentale |
| Burgos BH-Castilla y León     | Espagne     | BUP  | Équipe continentale |
| 472-Colombia                  | Colombie    | CO4  | Équipe continentale |
| Astana Continental            | Kazakhstan  | AS2  | Équipe continentale |
| Etixx-iHNed                   | Tchéquie    | ETI  | Équipe continentale |
| Itera-Katusha                 | Russie      | TIK  | Équipe continentale |
| Joker Merida                  | Norvège     | TJM  | Équipe continentale |
| Leopard-Trek Continental      | Luxembourg  | LET  | Équipe continentale |
| Rabobank Development          | Pays-Bas    | RB2  | Équipe continentale |
| Gourmetfein Simplon           | Autriche    | GMS  | Équipe continentale |
| Raleigh                       | Royaume-Uni | RAL  | Équipe continentale |
| Thüringer Energie             | Allemagne   | TET  | Équipe continentale |
| Ventilair-Steria              | Belgique    | JVC  | Équipe continentale |
| Équipe nationale du Venezuela | Venezuela   |      | Équipe nationale    |

## Étapes
| Étape     | Date          | Villes étapes                   |                             | Distance (km) | Vainqueur d’étape   | Leader du classement général |
| --------- | ------------- | ------------------------------- | --------------------------- | ------------- | ------------------- | ---------------------------- |
| 1re étape | jeu. 25 avril | Sainte-Anne-d'Auray – Pluvigner | Étape de plaine             | 166,5         | Louis Verhelst      | Louis Verhelst               |
| 2e étape  | ven. 26 avril | Ploemel – La Turballe           | Étape de plaine             | 174,2         | Riccardo Zoidl      | Riccardo Zoidl               |
| 3e étape  | sam. 27 avril | La Turballe – Le Rheu           | Étape de plaine             | 183,4         | Timothy Dupont      | Riccardo Zoidl               |
| 4e étape  | dim. 28 avril | Le Rheu – Fougères              | Étape de plaine             | 156           | Julian Alaphilippe  | Riccardo Zoidl               |
| 5e étape  | lun. 29 avril | Saint-Thélo – Le Quillio        | Étape vallonnée             | 170,7         | Timothy Dupont      | Riccardo Zoidl               |
| 6e étape  | mar. 30 avril | Huelgoat – Huelgoat             | Contre-la-montre individuel | 15,9          | Dylan van Baarle    | Riccardo Zoidl               |
| 7e étape  | mer. 1er mai  | Huelgoat – Quimperlé            | Étape vallonnée             | 141,3         | Pierre-Luc Périchon | Riccardo Zoidl               |

## Classements finals

### Classement général
| Classement général | Classement général  | Classement général | Classement général           | Classement général |
|                    | Coureur             | Pays               | Équipe                       | Temps              |
| ------------------ | ------------------- | ------------------ | ---------------------------- | ------------------ |
| 1er                | Riccardo Zoidl      | Autriche           | Gourmetfein Simplon          | en 24 h 0 min 19 s |
| 2e                 | Nick van der Lijke  | Pays-Bas           | Rabobank Development         | + 50 s             |
| 3e                 | Jasha Sütterlin     | Allemagne          | Thüringer Énergie            | + 56 s             |
| 4e                 | Dylan van Baarle    | Pays-Bas           | Rabobank Development         | + 58 s             |
| 5e                 | Julian Alaphilippe  | France             | Etixx-iHNed                  | + 1 min 10 s       |
| 6e                 | Bryan Nauleau       | France             | Vendée U                     | + 1 min 23 s       |
| 7e                 | Pierre-Luc Périchon | France             | Bretagne-Séché Environnement | + 1 min 29 s       |
| 8e                 | Vegard Breen        | Norvège            | Joker Merida                 | + 1 min 42 s       |
| 9e                 | Lluís Mas           | Espagne            | Burgos BH-Castilla y León    | + 1 min 44 s       |
| 10e                | Juan Pablo Villegas | Colombie           | 472-Colombia                 | + 1 min 47 s       |
| modifier           |                     |                    |                              |                    |

### Classements annexes
| Classement par points | Classement par points | Classement par points | Classement par points | Classement par points |
| --------------------- | --------------------- | --------------------- | --------------------- | --------------------- |
|                       | Coureur               | Pays                  | Équipe                | Point(s)              |
| 1er                   | Timothy Dupont        | Belgique              | Ventilair-Steria      | 65 points             |
| 2e                    | Julian Alaphilippe    | France                | Etixx-iHNed           | 62 pts                |
| 3e                    | Riccardo Zoidl        | Autriche              | Gourmetfein Simplon   | 42 pts                |
| modifier              |                       |                       |                       |                       |

| Classement du meilleur grimpeur | Classement du meilleur grimpeur | Classement du meilleur grimpeur | Classement du meilleur grimpeur | Classement du meilleur grimpeur |
| ------------------------------- | ------------------------------- | ------------------------------- | ------------------------------- | ------------------------------- |
|                                 | Coureur                         | Pays                            | Équipe                          | Point(s)                        |
| 1er                             | Dylan van Baarle                | Pays-Bas                        | Rabobank Development            | 62 points                       |
| 2e                              | Olivier Le Gac                  | France                          | BIC 2000                        | 48 pts                          |
| 3e                              | Tim Vanspeybroeck               | Belgique                        | Ventilair-Steria                | 29 pts                          |
| modifier                        |                                 |                                 |                                 |                                 |

| Classement du meilleur jeune | Classement du meilleur jeune | Classement du meilleur jeune | Classement du meilleur jeune | Classement du meilleur jeune |
|                              | Coureur                      | Pays                         | Équipe                       | Temps                        |
| ---------------------------- | ---------------------------- | ---------------------------- | ---------------------------- | ---------------------------- |
| 1er                          | Nick van der Lijke           | Pays-Bas                     | Rabobank Development         | en 24 h 1 min 9 s            |
| 2e                           | Jasha Sütterlin              | Allemagne                    | Thüringer Energie            | + 6 s                        |
| 3e                           | Dylan van Baarle             | Pays-Bas                     | Rabobank Development         | + 8 s                        |
| modifier                     |                              |                              |                              |                              |

| Classement des rushs | Classement des rushs | Classement des rushs | Classement des rushs      | Classement des rushs |
| -------------------- | -------------------- | -------------------- | ------------------------- | -------------------- |
|                      | Coureur              | Pays                 | Équipe                    | Point(s)             |
| 1er                  | Dylan van Baarle     | Pays-Bas             | Rabobank Development      | 14 points            |
| 2e                   | Jan Sokol            | Autriche             | Gourmetfein Simplon       | 14 pts               |
| 3e                   | Lluís Mas            | Espagne              | Burgos BH-Castilla y León | 13 pts               |
| modifier             |                      |                      |                           |                      |

| \| Classement par équipes \| Classement par équipes \| Classement par équipes \| Classement par équipes \| \| \| Équipe \| Pays \| Temps \| \| ---------------------- \| ---------------------- \| ---------------------- \| ---------------------- \| \| 1re \| Rabobank Development \| Pays-Bas \| en \| \| modifier \| \| \| \| |                      |          |       |
| Classement par équipes |                      |          |       |
| | Équipe               | Pays     | Temps |
| 1re | Rabobank Development | Pays-Bas | en    |
| modifier |                      |          |       |

## Liste des participants
| Légende                         | Légende                                                                                                  | Légende                                   | Légende                                                                                         |
| ------------------------------- | --- | ----------------------------------------- | ----------------------------------------------------------------------------------------------- |
| Num                             | Dossard de départ porté par le coureur sur ce Tour de Bretagne                                           | Pos                                       | Position finale au classement général                                                           |
| Leader du classement général    | Indique le vainqueur du classement général                                                               | Leader du classement du meilleur grimpeur | Indique le vainqueur du classement de la montagne                                               |
| Leader du classement par points | Indique le vainqueur du classement par points                                                            | Leader du classement du meilleur jeune    | Indique le vainqueur du classement du meilleur jeune                                            |
| Leader du classement du combiné | Indique le vainqueur du classement du combiné                                                            | Leader du classement des rushs            | Indique le vainqueur du classement des rushs                                                    |
|                                 | Indique un maillot de champion national ou mondial, suivi de sa spécialité                               | #                                         | Indique la meilleure équipe                                                                     |
| NP                              | Indique un coureur qui n'a pas pris le départ d'une étape, suivi du numéro de l'étape où il s'est retiré | AB                                        | Indique un coureur qui n'a pas terminé une étape, suivi du numéro de l'étape où il s'est retiré |
| HD                              | Indique un coureur qui a terminé une étape hors des délais, suivi du numéro de l'étape                   | *                                         | Indique un coureur en lice pour le maillot rouge (coureurs nés après le 1er janvier 1991)       |

| Sojasun SOJ | Sojasun SOJ              | Sojasun SOJ |
| ----------- | ------------------------ | ----------- |
| Num         | Coureur                  | Pos         |
| 1           | Fabrice Jeandesboz (FRA) | 11e         |
| 2           | Christophe Laborie (FRA) | 29e         |
| 3           | Fabien Schmidt (FRA)     | 60e         |
| 4           | Alexis Vuillermoz (FRA)  | 18e         |
| 5           | Paul Poux (FRA)          | AB-7        |
| 6           | Étienne Tortelier (FRA)  | AB-7        |

| Bretagne-Séché Environnement BSE | Bretagne-Séché Environnement BSE | Bretagne-Séché Environnement BSE |
| -------------------------------- | -------------------------------- | -------------------------------- |
| Num                              | Coureur                          | Pos                              |
| 11                               | Erwann Corbel (FRA)*             | 35e                              |
| 12                               | Benjamin Le Montagner (FRA)      | AB-7                             |
| 13                               | Pierre-Luc Périchon (FRA)        | 7e                               |
| 14                               | Eduardo Sepúlveda (ARG)*         | 14e                              |
| 15                               | Vegard Stake Laengen (NOR)       | 21e                              |
| 16                               | Jean-Luc Delpech (FRA)           | 77e                              |

| Rabobank Development RB2 | Rabobank Development RB2  | Rabobank Development RB2 |
| ------------------------ | ------------------------- | ------------------------ |
| Num                      | Coureur                   | Pos                      |
| 21                       | Martijn Tusveld (NED)*    | 30e                      |
| 22                       | Nick van der Lijke (NED)* | 2e                       |
| 23                       | Ruben Zepuntke (GER)*     | 25e                      |
| 24                       | Mike Teunissen (NED)*     | 12e                      |
| 25                       | Dylan van Baarle (NED)*   | 4e                       |
| 26                       | Rick Zabel (GER)          | NP-4                     |

| Leopard-Trek Continental LET | Leopard-Trek Continental LET | Leopard-Trek Continental LET |
| ---------------------------- | ---------------------------- | ---------------------------- |
| Num                          | Coureur                      | Pos                          |
| 31                           | Eugenio Alafaci (ITA)        | 17e                          |
| 32                           | Jesús Ezquerra (ESP)         | AB-2                         |
| 33                           | Alex Kirsch (LUX)*           | 65e                          |
| 34                           | Pit Schlechter (LUX)         | 63e                          |
| 35                           | Tom Thill (LUX)              | NP-4                         |
| 36                           | Joël Zangerlé (LUX)          | AB-1                         |

| Astana Continental AS2 | Astana Continental AS2        | Astana Continental AS2 |
| ---------------------- | ----------------------------- | ---------------------- |
| Num                    | Coureur                       | Pos                    |
| 41                     | Sergey Renev (KAZ)            | 19e                    |
| 42                     | Marco Benfatto (ITA)          | AB-7                   |
| 43                     | Yevgeniy Nepomnyachshiy (KAZ) | 61e                    |
| 44                     | Ilya Davidenok (KAZ)*         | NP-6                   |
| 45                     | Daniil Fominykh (KAZ)*        | 54e                    |
| 46                     | Nazar Jumabekov (KAZ)         | 78e                    |

| Etixx-iHNed ETI | Etixx-iHNed ETI           | Etixx-iHNed ETI |
| --------------- | ------------------------- | --------------- |
| Num             | Coureur                   | Pos             |
| 51              | Florian Sénéchal (FRA)*   | 36e             |
| 52              | Daniel Hoelgaard (NOR)*   | AB-1            |
| 53              | Samuel Spokes (AUS)*      | AB-7            |
| 54              | Petr Vakoč (CZE)*         | 28e             |
| 55              | Louis Verhelst (BEL)      | AB-7            |
| 56              | Julian Alaphilippe (FRA)* | 5e              |

| Thüringer Energie TET | Thüringer Energie TET   | Thüringer Energie TET |
| --------------------- | ----------------------- | --------------------- |
| Num                   | Coureur                 | Pos                   |
| 61                    | Jasha Sütterlin (GER)*  | 3e                    |
| 62                    | Marcel Barth (GER)      | AB-5                  |
| 63                    | Fabian Thiel (GER)*     | AB-2                  |
| 64                    | Nikodemus Holler (GER)* | 48e                   |
| 65                    | Alex Frame (NZL)*       | AB-1                  |
| 66                    | Jack Cummings (AUS)*    | AB-7                  |

| ASC Dukla Praha ASP | ASC Dukla Praha ASP     | ASC Dukla Praha ASP |
| ------------------- | ----------------------- | ------------------- |
| Num                 | Coureur                 | Pos                 |
| 71                  | Jiří Hochmann (CZE)     | 79e                 |
| 72                  | Roman Fürst (CZE)*      | AB-3                |
| 73                  | Jan Kraus (CZE)*        | AB-2                |
| 74                  | Martin Hačecký (CZE)    | 50e                 |
| 75                  | Denis Rugovac (CZE)*    | 83e                 |
| 76                  | Ondřej Vendolský (CZE)* | AB-2                |

| Joker Merida TJM | Joker Merida TJM            | Joker Merida TJM |
| ---------------- | --------------------------- | ---------------- |
| Num              | Coureur                     | Pos              |
| 81               | Vegard Breen (NOR)          | 8e               |
| 82               | Stian Remme (NOR)           | 26e              |
| 83               | Kristoffer Skjerping (NOR)* | 87e              |
| 84               | Audun Fløtten (NOR)         | AB-7             |
| 85               | Adrian Gjølberg (NOR)       | 89e              |
| 86               | Vegard Robinson Bugge (NOR) | 64e              |

| Itera-Katusha TIK | Itera-Katusha TIK           | Itera-Katusha TIK |
| ----------------- | --------------------------- | ----------------- |
| Num               | Coureur                     | Pos               |
| 91                | Aleksandr Berezkin (RUS)*   | AB-7              |
| 92                | Igor Frolov (RUS)           | 90e               |
| 93                | Konstantin Kuperasov (RUS)* | AB-1              |
| 95                | Maksim Razumov (RUS)        | AB-7              |
| 96                | Evgeny Zverkov (RUS)        | AB-1              |

| Gourmetfein Simplon GMS | Gourmetfein Simplon GMS                                        | Gourmetfein Simplon GMS |
| ----------------------- | -------------------------------------------------------------- | ----------------------- |
| Num                     | Coureur                                                        | Pos                     |
| 101                     | Markus Eibegger (AUT)                                          | NP-6                    |
| 102                     | Matija Kvasina (CRO)                                           | 45e                     |
| 103                     | Lukas Pöstlberger (AUT)* → Champion d'Autriche                 | AB-7                    |
| 104                     | Riccardo Zoidl (AUT) → Champion d'Autriche du contre-la-montre | 1er                     |
| 105                     | Stephan Rabitsch (AUT)*                                        | 80e                     |
| 106                     | Jan Sokol (AUT)                                                | 62e                     |

| Burgos BH-Castilla y León BUP | Burgos BH-Castilla y León BUP | Burgos BH-Castilla y León BUP |
| ----------------------------- | ----------------------------- | ----------------------------- |
| Num                           | Coureur                       | Pos                           |
| 111                           | Efrén Carazo (ESP)            | AB-5                          |
| 112                           | Pablo Torres (ESP)            | 51e                           |
| 113                           | Moisés Dueñas (ESP)           | 32e                           |
| 114                           | Federico Butto (ESP)          | 84e                           |
| 115                           | Lluís Mas (ESP)               | 9e                            |
| 116                           | Steve Bekaert (BEL)           | 38e                           |

| Équipe nationale du Venezuela | Équipe nationale du Venezuela | Équipe nationale du Venezuela |
| ----------------------------- | ----------------------------- | ----------------------------- |
| Num                           | Coureur                       | Pos                           |
| 121                           | Carlos Molina (VEN)*          | AB-5                          |
| 122                           | Sebastián Anaya (VEN)*        | 76e                           |
| 123                           | Yonder Godoy (VEN)*           | 43e                           |
| 124                           | Roniel Campos (VEN)*          | 86e                           |
| 125                           | Enrique Díaz (VEN)*           | 82e                           |
| 126                           | José Ernesto Franco (VEN)     | 68e                           |

| 472-Colombia CO4 | 472-Colombia CO4             | 472-Colombia CO4 |
| ---------------- | ---------------------------- | ---------------- |
| Num              | Coureur                      | Pos              |
| 131              | Juan Ernesto Chamorro (COL)* | 34e              |
| 132              | Juan Pablo Villegas (COL)    | 10e              |
| 133              | Edson Calderón (COL)         | 39e              |
| 134              | Carlos Urán (COL)            | AB-5             |
| 135              | Sebastián Salazar (COL)      | 66e              |
| 136              | Camilo Suárez (COL)          | 72e              |

| Ventilair-Steria JVC | Ventilair-Steria JVC       | Ventilair-Steria JVC |
| -------------------- | -------------------------- | -------------------- |
| Num                  | Coureur                    | Pos                  |
| 141                  | Timothy Dupont (BEL)       | 16e                  |
| 142                  | Joeri Calleeuw (BEL)       | AB-5                 |
| 143                  | Frederik Vandewiele (BEL)* | 53e                  |
| 144                  | Jeroen Lepla (BEL)         | 13e                  |
| 145                  | Dylan Teuns (BEL)*         | 24e                  |
| 146                  | Tim Vanspeybroeck (BEL)*   | 49e                  |

| Raleigh RAL | Raleigh RAL           | Raleigh RAL |
| ----------- | --------------------- | ----------- |
| Num         | Coureur               | Pos         |
| 151         | Éric Berthou (FRA)    | 15e         |
| 152         | Sam Witmitz (AUS)     | 91e         |
| 153         | Richard Lang (AUS)    | 56e         |
| 154         | Mark O'Brien (AUS)    | AB-7        |
| 155         | Russell Hampton (GBR) | AB-2        |
| 156         | Thomas Moses (GBR)*   | 85e         |

| Armée de Terre | Armée de Terre          | Armée de Terre |
| -------------- | ----------------------- | -------------- |
| Num            | Coureur                 | Pos            |
| 161            | Alexis Bodiot (FRA)     | 57e            |
| 162            | Romain Combaud (FRA)*   | 40e            |
| 163            | Yann Guyot (FRA)        | 46e            |
| 164            | Romain Le Roux (FRA)*   | AB-7           |
| 165            | Mathieu Teychenne (FRA) | 47e            |
| 166            | Julien Gonnet (FRA)     | 81e            |

| UC Nantes Atlantique | UC Nantes Atlantique   | UC Nantes Atlantique |
| -------------------- | ---------------------- | -------------------- |
| Num                  | Coureur                | Pos                  |
| 171                  | Kévin Ledanois (FRA)   | AB-7                 |
| 172                  | Lorrenzo Manzin (FRA)* | 44e                  |
| 173                  | Benoît Poitevin (FRA)* | AB-7                 |
| 174                  | Anthony Saux (FRA)*    | 67e                  |
| 175                  | Erwan Téguel (FRA)*    | 37e                  |
| 176                  | Jonathan Thiré (FRA)   | AB-7                 |

| Vendée U | Vendée U                        | Vendée U |
| -------- | ------------------------------- | -------- |
| Num      | Coureur                         | Pos      |
| 181      | Bryan Nauleau (FRA)             | 6e       |
| 182      | Jérémy Cornu (FRA)*             | AB-5     |
| 183      | Romain Guillemois (FRA)*        | 22e      |
| 184      | Romain Cardis (FRA)*            | 71e      |
| 185      | Julien Morice (FRA)*            | 70e      |
| 186      | Pierre-Henri Lecuisinier (FRA)* | 55e      |

| BIC 2000 | BIC 2000                  | BIC 2000 |
| -------- | ------------------------- | -------- |
| Num      | Coureur                   | Pos      |
| 191      | Olivier Le Gac (FRA)*     | 52e      |
| 192      | Mathieu Halléguen (FRA)   | AB-7     |
| 193      | Geoffrey Millour (FRA)*   | AB-7     |
| 194      | Christophe Balannec (FRA) | AB-7     |
| 195      | Vincent Guézennec (FRA)   | 59e      |
| 196      | Nicolas David (FRA)       | AB-7     |

| CC Nogent-sur-Oise | CC Nogent-sur-Oise      | CC Nogent-sur-Oise |
| ------------------ | ----------------------- | ------------------ |
| Num                | Coureur                 | Pos                |
| 201                | Benoît Daeninck (FRA)   | AB-5               |
| 202                | Vadim Deslandes (FRA)*  | AB-2               |
| 203                | Jean Lesèche (FRA)*     | AB-1               |
| 204                | Jimmy Turgis (FRA)*     | 20e                |
| 205                | Flavien Maurelet (FRA)* | AB-5               |
| 206                | Félix Pouilly (FRA)*    | 75e                |

| Entente Sud Gascogne | Entente Sud Gascogne   | Entente Sud Gascogne |
| -------------------- | ---------------------- | -------------------- |
| Num                  | Coureur                | Pos                  |
| 211                  | Yoän Vérardo (FRA)*    | AB-7                 |
| 212                  | Quentin Pacher (FRA)*  | 42e                  |
| 213                  | Alexis Guérin (FRA)*   | 88e                  |
| 214                  | Ion Pardo (ESP)        | AB-7                 |
| 215                  | Mathieu Malbert (FRA)* | 74e                  |
| 216                  | Nicolas Rousseau (FRA) | 69e                  |

| CC Étupes | CC Étupes                 | CC Étupes |
| --------- | ------------------------- | --------- |
| Num       | Coureur                   | Pos       |
| 221       | Thomas Bouteille (FRA)    | 73e       |
| 222       | Adam Yates (GBR)*         | 27e       |
| 223       | Sébastien Bergeret (FRA)* | AB-7      |
| 224       | Alexis Villain (FRA)*     | AB-5      |
| 225       | Lucas Vincent (FRA)*      | AB-7      |
| 226       | Maxime Robert (FRA)       | 58e       |

| Sélection de Bretagne | Sélection de Bretagne     | Sélection de Bretagne |
| --------------------- | ------------------------- | --------------------- |
| Num                   | Coureur                   | Pos                   |
| 231                   | Yann Botrel (FRA)         | 23e                   |
| 232                   | Julien Guay (FRA)         | 31e                   |
| 233                   | Jacques Bouchevreau (FRA) | AB-7                  |
| 234                   | Maxime Renault (FRA)      | 33e                   |
| 235                   | Fabrice Seigneur (FRA)    | AB-7                  |
| 236                   | Lucas Tellier (FRA)       | 41e                   |